# Aliments locals

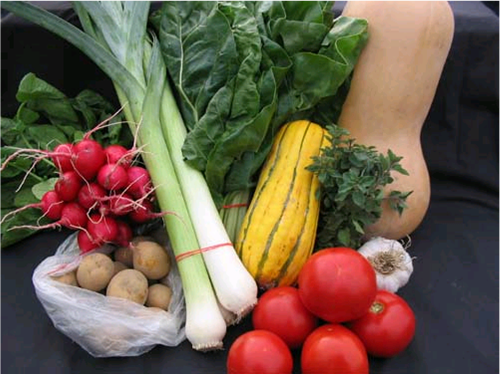
L'opció dels aliments locals

Aliments locals són els produïts pels agricultors i ramaders de l'entorn geogràfic i cultural immediat on es produeix la seva distribució i consum. Solen estar lligat a certificats o làbels diversos que poden fer referència a un mode de producció (agricultura ecològica, agricultura integrada) o a referències de qualitat i/o geogràfiques (denominacions d'origen, identificacions geogràfiques protegides o especialitats tradicionals).

## El canvi de model alimentari
En els darrers 40 anys del segle XX es va consolidar, a escala mundial, un model alimentari basat en el comerç de llarga distància, en mans de les grans corporacions agroalimentàries i les grans cadenes de distribució. Aquest model de comerç mundial d'aliments va significar arravatar als agricultors i petites empreses locals -tant del nord com del sud- el seu paper tradicional en la producció i comercialització alimentària. En darrer terme, va engegar un gran moviment d'expulsió dels pagesos de les seves terres, de concentració urbana, i la substitució de l'agricultura pagesa (basada en el treball familiar dels pagesos) i de l'agricultura tradicional basada en policultius i orientada als mercats locals, a favor de models com l'agricultura industrial, els monocultius d'exportació i, en els darrers temps a favor de l'agricultura transgènica, ja en mans del tot de la indústria agroquímica.

## Els quilometratges alimentaris
Aquest model agroindustrial ha representat l'homogeneïtzació dels sistemes alimentaris a escala mundial i la imposició de noves pautes nutricionals que han fet adquirir rellevància a temes com l'obesitat i altres problemes de salut relacionat amb l'alimentació, mentre, per altra banda, la població famèlica -sobretot a partir de la crisi alimentària de 2007-2008- s'ha incrementat fins a arribar a prop dels 1.000 milions de persones.
L'OMC, el FMI, el Banc Mundial -i a una certa distància la FAO i la pròpia UE- han constituït l'arquitectura institucional d'aquest nou enfocament de l'alimentació, que en pocs anys s'ha imposat de cap a cap del planeta. A hores d'ara bona part de les patates consumides als supermercats de Lima són de procedència nord-americana, mentre els agricultors peruans romanen impotents davant la dificultat d'aconseguir un preu digne pel seu producte. A l'inrevés, els alimentes consumits a Nova York, procedeixen de Califòrnia o Xile. Els aliments viatgers, que van i venen, de manera en aparença irracional, han esdevingut el fet normal (les cebes de Grècia es consumeixen a Holanda i les cebes holandeses a Grècia, la carn ovina de Gal·les va cap a altres països europeus, mentre la carn neozelandesa i australiana envaeix la Gran Bretanya...
Als Estats Units el menjar es desplaça entre 2.500 i 4.000 km del camp a la taula. A la resta de països occidentals els quilometratges alimentaris no són inferiors. En el Regne Unit els camions de menjar representen el 40% del transport per carretera. El fenomen es veu afavorit per la creixent concentració urbana, els avenços tecnològics i les subvencions estatals al transport. Es calcula que una dieta basada en els aliments viatgers representa un consum energètic quatre vegades superior a una basada en fonts locals, i representa quadruplicar les emissions de gasos amb efecte d'hivernacle. La lletuga produïda a Califòrnia i transportada 5.000 quilòmetres fins a Washington consumeix 36 vegades més energia en combustible que l'energia calòrica que proporciona al consumidor. L'avantatge d'aquest model d'alimentació a llarga distància és que qualsevol aliment es pot trobar a qualsevol moment i a qualsevol lloc. D'aquesta manera desapareix la percepció de l'estacionalitat per a consumir-ho tot al llarg de tot l'any i es bandeja la gastronomia, les varietats i l'agricultura local. Els productes amb un ampli període de transport i emmagatzematge, sols depenen de l'ús massiu de conservants i additius.

## Defenses del comerç alimentari a llarga distància
La creixent denúncia dels efectes mediambientals, territorials, econòmics i socials d'aquest tipus d'alimentació, ha suscitat l'aparició d'una defensa del comerç alimentari a llarga distància i d'atac al consum d'aliments locals. Normalment aquesta crítica, auspiciada per les grans corporacions agroalimentàries, sol fer bandera de la defensa dels agricultors pobres del tercer món. Defensar les agricultures i aliments locals significaria posar en marxa un nou proteccionisme (insolidari, egoista i fins i tot racista), impedint que aliments produïts de manera eficient i poc contaminant arribassin als nostres mercats. Des d'aquest punt de mira la globalització del comerç alimentari n'augmenta l'eficiència, ja que fa possible comprar el menjar al proveïdor més barat i, en conseqüència, afavorir el consumidor.

## La moderna cadena agroalimentària
Els aliments viatgers no es poden separar de la moderna cadena agroalimentària de producció, transformació i distribució. Els agricultors es veuen constrets a vendre els seus productes dins una llarga i complexa cadena en la qual ells en són la base però en la qual no hi juguen cap paper significatiu ni tenen força per orientar al seu favor els marges de guany del conjunt de la cadena. En conseqüència els seus productes són retribuïts d'acord amb la seva nul·la capacitat de negociació i els preus justos són inexistents. Les comunitats agràries, fins ara, no han obtengut cap benefici d'un comerç de béns agrícoles suposadament més lliure. Tampoc sembla que la població en general se n'hagi vist beneficiada (augment de la desnutrició, tendència alcista dels preus finals dels aliments, aliments de baixa qualitat i fins i tot perjudicials (crisi de les vaques loques, hormones, dioxines…).

## L'opció dels aliments locals
El consum d'aliments locals és una tendència creixent que conté un intent de respondre als aspectes negatius del model alimentari actual. Aquest moviment pretén la recuperació d'àrees rurals, una millor redistribució dels guanys dins la cadena agroalimentària a favor dels agricultors i dels països més empobrits, l'aportació d'aliments sans i frescos als consumidors i fer possible una nova connexió dels habitatnts de les ciutats amb la terra. Els guanys que el consum d'aliments locals persegueix són:
- Reconstruir conques alimentàries reorganitzant la diversitat local de cuiltius i empreses d'alimentació per a poder alimentar en primera instància la població local.
- Aconseguir que els recursos econòmics romanguin dins la comunitat, en invertir en productes de mercats locals o de comerços de la zona, generant ocupació local i permetent la supervivència dels agricultors i ramaders.
- Contribuir a una elimentació més sana, més equilibrada i més lligada als hàbits alimentaris tradicionals.

## Els consumidors
La demanda d'aliments produïts localment i de manera respectuosa amb l'entorn s'està disparant per tot arreu. Cal destacar experiències com l'agricultura sostenguda per la comunitat (CSA), o la venda directa, tant en mercats locals com en les mateixes explotacions. Aquestes formes de comercialització directa representen la reconstrucció de sistemes alimentaris locals ocupant una posició -la del gènere fresc i de gran qualitat en connexió amb una persona real- que no pot ser substituïda pels anònims supermercats i multinacionals.
Molt més difícil és relocalitzar les baules de la manipulació i venda de menjars més transformats. A molts d'indrets ja han desaparegut les fàbriques d'envasat, els escorxadors, les lleteries, les fàbriques de conserves i les cuines d'elaboració. I, a vegades, la indústria agroalimentària local ha girat l'esquena als aliments locals per anar a buscar els productes en els mercats globalitzats de baix preu. El problema d'aquests espais de transformació alimentària és que exigeixen fortes inversions i enfocs empresarials que es poden veure anul·lats si no es té accés fàcil a la distribució. Aquesta debilitat s'està intentant contrarestar a través de programes enfocats a la introducció d'aliments locals en la restauració, cooperatives de consumidors, menjadors institucionals i supermercats.
En alguns llocs s'han creat consell locals de política alimentària, dedicats a protegir les terres de cultiu, orientar els ciutadans cap a opcions d'abastiment local, incentivant les empreses locals i, engeneral, reconduït el sistema alimentaria cap a una millor resposta a les necessitats nutricionals de la població.
El consumidor d'aliments esdevé un element clau en totes aquestes noves orientacions a contracorrent del Fast Food i l'alimentació industrial a base del comerç a llarga distància. Sols ells pot decidir en els seus actes de compra i, encara que el factor preu és determinant, hi ha factors com el millor gust dels aliments recollits en el seu moment òptim de maduració i sabor, la major frescor, la major diversitat, la millor adequació a les necessitats culinàries i, també, el major control sobre el que es menja. Les creixents preocupacions sobre seguretat alimentària també afavoreixen l'interès per l'origen dels aliments.